# انتونیو رویز (بازیکن فوتبال)
انتونیو رویز (انگلیسی: Antonio Ruiz؛ زادهٔ ۳۱ ژوئیهٔ ۱۹۳۷) بازیکن فوتبال اهل اسپانیا است.
از فیلم‌ها یا برنامه‌های تلویزیونی که وی در آن نقش داشته‌است می‌توان به وحشی سواران اشاره کرد.
از باشگاه‌هایی که در آن بازی کرده‌است می‌توان به باشگاه فوتبال رئال مورسیا، باشگاه فوتبال رئال مادرید، باشگاه فوتبال دپورتیوو لاکرونیا، و باشگاه فوتبال مالاگا اشاره کرد.
وی همچنین در تیم ملی فوتبال زیر ۲۱ سال اسپانیا بازی کرده‌است.